# Apolysis maherniaphila
Apolysis maherniaphila är en tvåvingeart som beskrevs av Hesse 1938. Apolysis maherniaphila ingår i släktet Apolysis och familjen svävflugor. Inga underarter finns listade i Catalogue of Life.